# Michael Pfalzgraf
Michael Pfalzgraf (* 1867 in Windischeschenbach; † 1942 in Penzberg) war ein deutscher Gewerkschafter. Während der Revolution in Bayern war Pfalzgraf Vorsitzender des Volksrates (1918/19) in der Stadt Penzberg. Die damalige Bergwerkstadt zählte zu dieser Zeit knapp 6000 Einwohner.

## Leben und Leistungen
Pfalzgraf war Schneidermeister und kam im Jahr 1892 aus München nach Penzberg. Er arbeitete zunächst als Grubenschlepper, meldete dann ein Schneidergewerbe an und führte später eine Bäckerei. Zu dieser Zeit wuchs die Bergwerksstadt Penzberg überproportional durch den Kohlenbergbau. Aufgrund der wirtschaftlichen Bedeutung Penzbergs für das damalige Königreich Bayern ging von den Aktivitäten Pfalzgrafs in Penzberg und Hausham, einem anderen wichtigen Standort des Kohlenbergbaus in Südbayern, ein überregionaler Einfluss auf sozialpolitische und gesellschaftliche Weichenstellungen aus. Pfalzgraf nahm die schlechten Lebensverhältnisse der Bergarbeiter zum Anlass, am 1. Februar 1898 zusammen mit dem späteren Penzberger Bürgermeister Hans Rummer die erste Bergarbeitergewerkschaft in Penzberg zu gründen. Er nannte sie „Verein zur Wahrung und Förderung bergmännischer Interessen für Oberbayern“. Pfalzgraf erkannte somit die Notwendigkeit einer überregionalen Zusammenarbeit. Insbesondere war er stets darauf bedacht, dass die Kumpel der beiden Zechen Penzberg und Hausham gleich behandelt wurden. Er setzte dabei eine vielschichtige Aktionsweise ein, um möglichst viele Lebensbereiche der Bergarbeiter zu verbessern.
So gründete er noch im selben Jahr in Penzberg den ersten Leseverein für die Belegschaft des Bergwerkes und deren Familien mit dem Ziel, die Bevölkerung besser zu informieren und somit den Bildungsstand der Einwohner zu steigern. Auch hier gab es enge Absprachen mit den Kumpel des Bergwerkes in Hausham.
Um die Lebensverhältnisse der Bergarbeiter zu verbessern, organisierte er am 17. März 1901 eine große Protestversammlung, die sich gegen die Zollpolitik der Reichsregierung wandte und sich damit aktiv gegen Brotwucher-Preise und die erhobenen Getreidezölle richtete. Diese Veranstaltung gilt als unmittelbarer Auslöser der Gründung der Sozialdemokratischen Partei in Penzberg.
Am 1. April 1901 gründete Pfalzgraf den Ortsverein der Sozialdemokratischen Partei Deutschlands und organisierte die ersten Maifeiern in Penzberg. Pfalzgraf war maßgeblich ab 1901 an der Realisierung der „politisierten Straße“ beteiligt. Dieses Straßenparlament, die direkte Mitsprache der Bevölkerung, war eine Errungenschaft der Industriekommune, an der Pfalzgraf wesentlichen Anteil hatte.
Bereits zu dieser Zeit stand Pfalzgraf in regem Informations- und Meinungsaustausch mit den Bochumer Bergarbeiterführern und späteren Reichstagsabgeordneten Otto Hue und  Fritz Husemann. Mit diesen führte er mehrfach, erstmals im Mai 1899, Großversammlungen durch, an denen bis zu 800 Personen teilnahmen. Pfalzgraf setzte sich zugleich für die Gleichberechtigung der Frau ein und organisierte im Jahr 1902 die erste öffentliche Frauenversammlung in Penzberg, die gleichzeitig eine der ersten in Bayern war.
Zum Jahresende 1910 organisierte Pfalzgraf den ersten Penzberger Bergarbeiterstreik unter Mitwirkung des Gewerkschafters Fritz Husemann aus Bochum. Auch war er als Gewerkschaftsführer im Jahr 1910 in direkten Verhandlungen und Vermittlungen mit Herrn Spray vom Oberbergamt in München, welche letztlich zur weitgehenden Akzeptierung der Forderungen der Kumpel in Penzberg und Hausham durch die Bergwerksgesellschaft führten. Der Arbeitskampf hatte die Durchsetzung des Acht-Stunden-Arbeitstags und die Forderung nach höheren Löhnen zum Inhalt.
Am 13. März 1910 gründete Pfalzgraf den „Allgemeinen Konsumverein“ – das erste Kaufhaus in Penzberg für die Arbeiterschaft. Dieser genossenschaftliche Zusammenschluss ermöglichte es den Arbeitern, im „Konsum“ Lebensmittel und andere Artikel des Grundbedarfs günstig einzukaufen. Durch diese Maßnahme wurde die Lebensqualität der Bergarbeiter nennenswert verbessert, zumal sich die Zahl der Verkaufsstellen stetig erhöhte, welche sich letztlich auf fünf oberbayerische Landkreise ausdehnten (Weilheim, Bad Tölz, Garmisch-Partenkirchen, Wolfratshausen und Starnberg). Für dieses exklusive Einkaufsrecht mussten vom Genossenschaftsmitglied, welches nur ein Kumpel werden konnte, 30 Mark Einlage gezahlt werden.
Im Jahr 1912 wurde Pfalzgraf Gemeinderat und arbeitete in dieser Funktion für die Verbesserung der Lebensverhältnisse der Arbeiterschaft. Sein 1918 im Gemeinderat gestellter Antrag, eine städtische Verfassung zu beschließen, bewirkte die Verleihung der Stadtrechte an Penzberg am 1. März 1919. In der Folge wurde Pfalzgraf im Jahr 1919 Stadtrat und zweiter Bürgermeister von Penzberg.
Während der Revolution in Bayern 1918 übernahm Pfalzgraf den Vorsitz des Volksrates in Penzberg. Diese Funktion entsprach der eines ersten Bürgermeisters. In diesem Amt hielt er engen Kontakt mit dem Münchener Volks- und Soldatenrat Kurt Eisner.
Unmittelbar nach der Machtergreifung der Nationalsozialisten 1933 verlor Pfalzgraf seine Ämter und Funktionen.
2017 wurde in Penzberg vor der Stadthalle der Stadthallenplatz in Michael-Pfalzgraf-Platz unbenannt.